# Consell de la Generalitat Valenciana a la III Legislatura
El Consell de la Generalitat Valenciana en el període 1991-1995, correspon a la III legislatura del període democràtic.

## Cronologia
Després de les eleccions del maig de 1991 la candidatura encapçalada per Joan Lerma del PSPV-PSOE obté una majoria relativa de 45 escons sobre els 31 del PPCV de Pedro Agramunt. Joan Lerma torna a resultar elegit com a President de la Generalitat Valenciana.

## Estructura del Consell
| President: Joan Lerma i Blasco (PSPV-PSOE) |

| Conselleries                            | Titulars                                 | Titulars                                      |
| --------------------------------------- | ---------------------------------------- | --------------------------------------------- |
| Conselleries                            | 16 de juliol de 1991                     | 12 de juliol de 1993                          |
| Economia i Hisenda                      | Antonio Birlanga Casanova (PSPV-PSOE)    | Aurelio Martínez Estévez (PSPV-PSOE)          |
| Administració Pública                   | Emèrit Bono i Martínez (PSPV-PSOE)       | Luis Berenguer Fuster (PSPV-PSOE)             |
| Obres Públiques, Urbanisme i Transports | Eugenio Burriel de Orueta (PSPV-PSOE)    | Eugenio Burriel de Orueta (PSPV-PSOE)         |
| Cultura, Educació i Ciència             | Andreu López Blasco (PSPV-PSOE)          | Dissolta                                      |
| Cultura                                 | No existeix                              | Pilar Pedraza (PSPV-PSOE)                     |
| Educació i Ciència                      | No existeix                              | Joan Romero González (PSPV-PSOE)              |
| Sanitat i Consum                        | Joaquín Colomer Sala (PSPV-PSOE)         | Joaquín Colomer Sala (PSPV-PSOE)              |
| Treball i Afers Socials                 | Martín Sevilla Jiménez (PSPV-PSOE)       | Francisco Javier Sanahuja Sanchis (PSPV-PSOE) |
| Indústria, Comerç i Turisme             | Andrés García Reche (PSPV-PSOE)          | Martín Sevilla Jiménez (PSPV-PSOE)            |
| Agricultura, Pesca i Alimentació        | Luis Font de Mora Montesinos (PSPV-PSOE) | Josep Maria Coll i Comín (PSPV-PSOE)          |
| Medi Ambient                            | Antoni Escarré Esteve (PSPV-PSOE)        | Emèrit Bono i Martínez (PSPV-PSOE)            |